# Ариарат II
Ариарат II (др.-греч. Ἀριαράθης; умер в 280 до н. э.) — царь Каппадокии в 301—280 годах до н. э.
В 322 году до н. э. после убийства своего дяди Ариарата I македонянами Ариарат бежал в Армению и жил там в изгнании до 301 года до н. э. Вскоре он смог вернуть себе южную и центральную часть Каппадокии, но был вынужден признавать над собой власть Селевкидов. После смерти Ариарата власть в стране перешла к его старшему сыну Ариарамну.